# جنى جهاد
جنى تميمي المعروفة أيضاً باسم جنى جهاد (ولدت في 6 أبريل 2006) هي ناشطة فلسطينية شابة وصحفية هاوية. منحتها عدة وسائل إعلامية لقب «أصغر صحفية في فلسطين». كما عدتها وسائل إعلام أخرى كإحدى أصغر الصحفيات في العالم.

## سيرة
تعيش في قرية النبي صالح في الضفة الغربية، وتنتمي لقبيلة بنو تميم. ووالدتها نوال تميم هي مديرة شؤون المرأة في وزارة التنمية الفلسطينية. وقد شاركت جهاد بانتظام في مظاهرات ضد الجيش الإسرائيلي. بدأت بتصوير أحداث عن النزاع-الفلسطيني الإسرائيلي مثل وقائع المظاهرات التي تحدث في قريتها بالفيديو عندما كانت في السابعة من العمر، وتقوم بنشرها باللغتين العربية والإنجليزية عبر عدة مواقع للتواصل الاجتماعي وهي إنستغرام وسناب شات واليوتيوب وفيسبوك، ووصل عدد متابعيها على الفيسبوك لأكثر من 270,000 متابع في شهر يناير عام 2018. قالت جهاد أن هدفها هو نقل ما تعتبره معاناة الشعب الفلسطيني إلى العالم والتي ترى أن شركات الإعلام لا تنقلها، تأثرت جنى بمقتل ابن عمها وعمها على يد الجيش الاسرائيلي. واستوحت أفكارها من عمها بلال تميمي، مصور يقوم بتوثيق العنف الذي يمارسه الجنود الإسرائيليين في قرية النبي صالح. حازت جهاد في شهر مارس من عام 2017 على جائزة جائزة البر الدولية بمدينة إسطنبول التركية. وظهرت في الفيلم الوثائقي «استعداد المقاومة» حين كانت في التاسعة من عمرها. وذهبت إلى جنوب أفريقيا برعاية مؤسسة أحمد كاثرادا لتنشر الوعي حول العنف الحاصل في الضفة الغربية كجزء من جولة «بالس فور بيس» (Pals4Peace) وتعني «فلسطينيون من أجل السلام» مع حملة «أطفال شمسان» الجنوب أفريقية الداعمة لفلسطين.
انتقدها مؤيدو إسرائيل معتبرين أنها تُستخدم لنشر البروباغندا المعادية لإسرائيل على المستوى الدولي، اعتبرها تقرير سري لوزارة الشؤون الاستراتيجية الإسرائيلية «خطراً أمنياً».
تعتبر جهاد نفسها أنها تعيش في فترة الانتفاضة الثالثة، وعبّرت عن دعمها للمقاومة السلمية ضد ممارسات إسرائيل التي تراها وحشية.